# فيليب ميجر
فيليب ميجر هو مهندس كندي، ولد في 8 ديسمبر 1988 في أوتاوا في كندا.

## روابط خارجية
- فيليب ميجر على موقع DriverDB.com (الإنجليزية)